# Județul Covurlui (interbelic)
Pentru alte sensuri ale cuvântului, a se vedea Covurlui (dezambiguizare)
Județul Covurlui a fost o unitate administrativă de ordinul întâi din Regatul României, aflată în regiunea istorică Moldova. Reședința județului era municipiul Galați.

## Întindere
Județul Covurlui era un județ de frontieră. Se învecina cu Basarabia (ce făcea parte atunci din Imperiul Rus, până în 1878 se învecina cu județele Cahul și Bolgrad) și cu județele românești Tutova, Tecuci, Râmnicu Sărat, Brăila și până în 1878 cu Imperiul Otoman, iar după aceea cu județul Tulcea. Denumirea județului venea de la râul Covurlui ce îl străbatea pe mijloc pe o întindere de 40 km de la Hulești la Foltești.

## Istorie

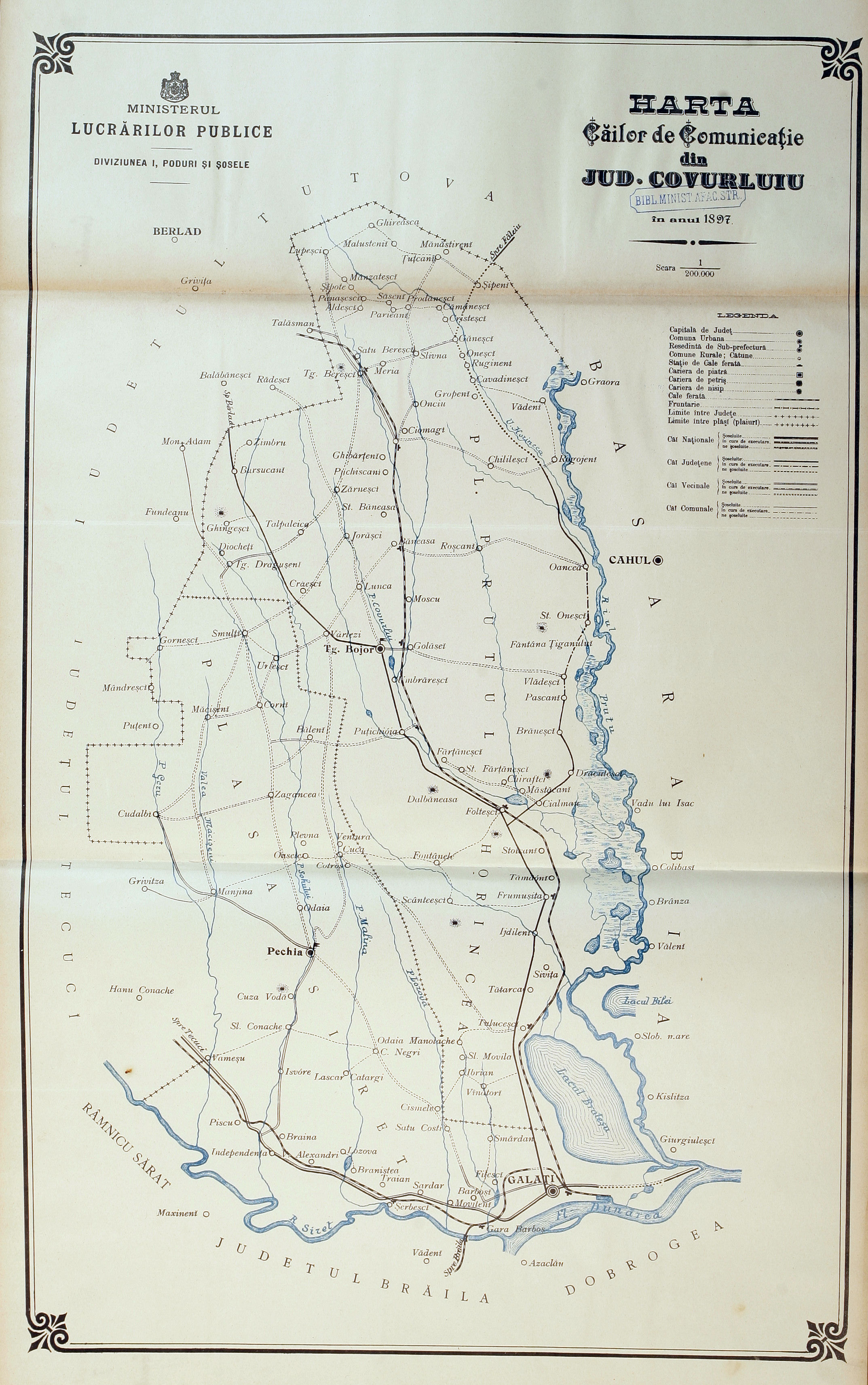
Harta județului Covurlui în Atlasul Căilor de Comunicații din 1897

În anul 1864, domnitorul Alexandru Ioan Cuza dă prima lege de organizare administrativ-teritorială modernă a teritoriului României. Legea prevedea împărțirea țării în 33 de județe, având ca subdiviziuni plășile și comunele (urbane și rurale). Județele și comunele erau investite cu personalitate juridică și cu organe deliberative și executive: consiliul județean și prefectul (acesta din urmă ca reprezentant al guvernului în teritoriu), respectiv consiliul comunal
și primarul (în calitate de reprezentant al guvernului în teritoriu). Plășile erau simple subdiviziuni ale județelor, fără personalitate juridică, conduse de subprefecți, cu atribuții de supraveghere și control asupra autorităților comunale.
În timpul dictaturii carliste, județul a făcut parte din ținutul Dunării. În 1950, a fost desființat de regimul comunist, iar teritoriul său a fost împărțit între raioanele Galați și Târgu Bujor ale regiunii Galați.

## Organizare

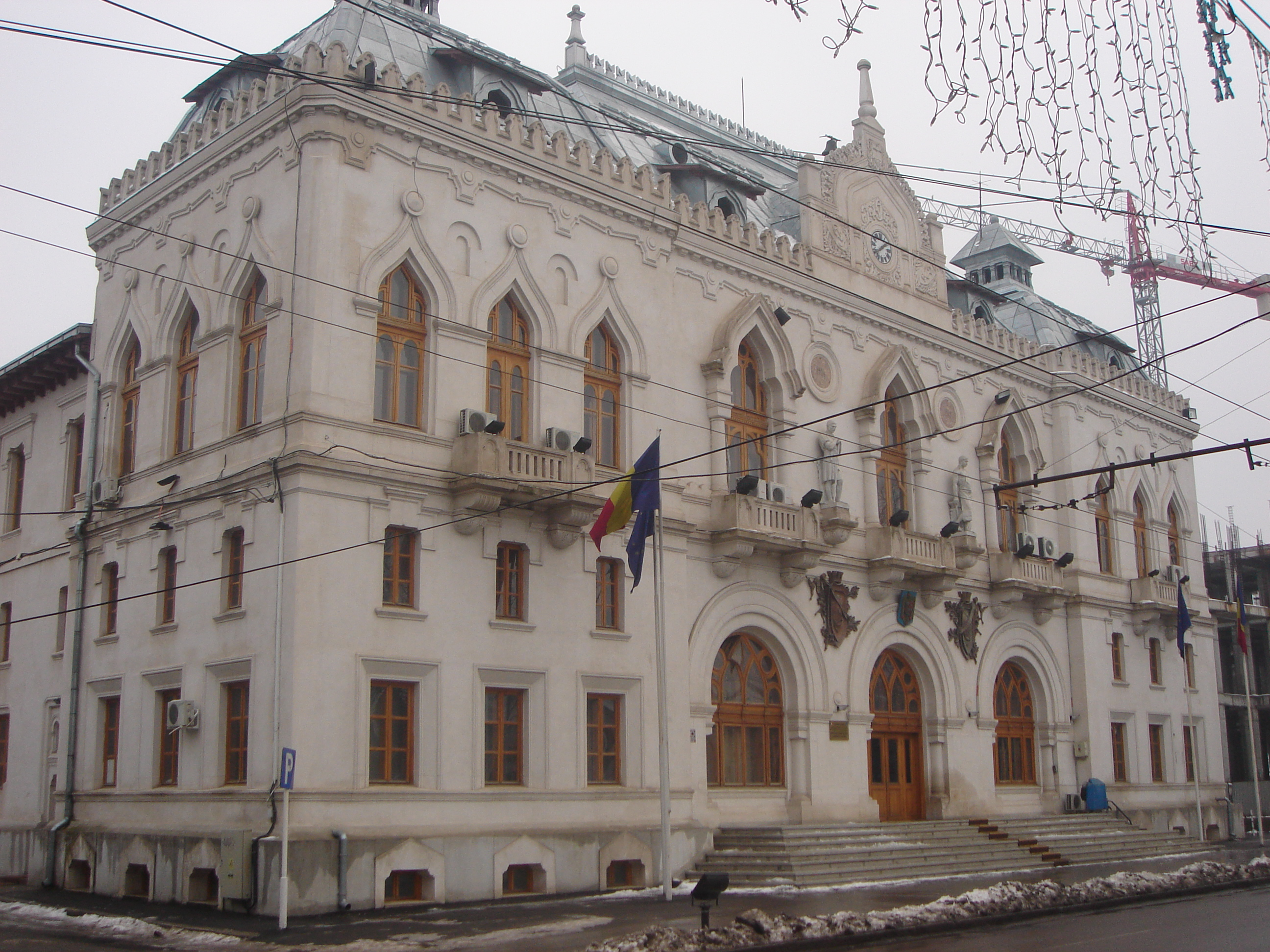
Clădirea Prefecturii județului Covurlui din perioada interbelică. Clădirea-monument istoric, cunoscută ca Palatul Administrativ din Galați, a fost construită între anii 1904-1905 după planurile arhitectului Ion Mincu și este situată pe Str. Domnească nr. 56. În prezent reprezintă sediul Prefecturii județului Galați.

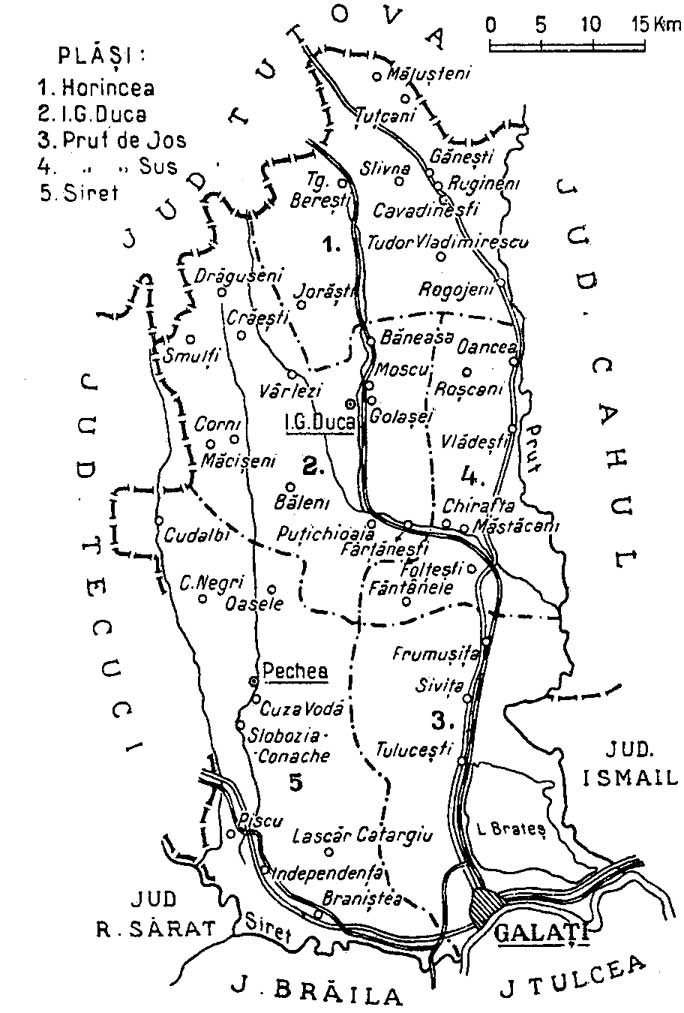
Harta județului, cu dispunerea și denumirea plășilor, în anul 1938.

Județul antebelic Covurlui era împărțit la sfârșitul secolului al XIX-lea în 4 plăși: Siretul (10 comune, 33 sate și orașul Galați; cu reședința la Tîrgul-Pechea), Prutul (10 comune, 29 sate; cu reședința Tîrgul Bujor), Horincea (10 comune, 29 sate; cu reședința Tîrgul-Berești) și Zimbrul (8 comune, 16 sate; cu reședința Tîrgul-Drăgușeni). Județul avea o comună urbană (Galați), 37 comune rurale formate din 111 sate și 5 târgușoare: Berești, Bujor, Drăgușeni, Foltești și Pechea.
În 1938, erau consemnate doar două plăși:
1. Plasa Horincea și
2. Plasa Prutul de Jos.

Ulterior au fost înființate încă trei plăși, ajungându-se la cinci plăși în total:
1. Plasa I.G. Duca,
2. Plasa Prutul de Sus și
3. Plasa Siret.

## Populație
Conform datelor recensământului din 1930 populația județului era de 210.006 locuitori, dintre care 83,7% români, 9,5% evrei, 1,5% ruși, 1,4% greci, 1,1% maghiari, ș.a. Din punct de vedere confesional a fost înregistrată următoarea alcătuire: 87,0% ortodocși, 9,8% mozaici, 1,9% romano-catolici, 0,3% luterani, 0,2% reformați, 0,2% greco-catolici ș.a.

### Mediul urban
Populația urbană a județului era de 101.611 locuitori, dintre care 68,2% români, 19,1% evrei, 2,9% ruși, 2,9% greci, 2,1% maghiari, 1,2% germani, 0,5% armeni ș.a. Sub aspect confesional orășenimea era alcătuită din 73,9% ortodocși, 19,8% mozaici, 3,9% romano-catolici, 0,7% luterani, 0,5% reformați, 0,3% greco-catolici ș.a.

## Materiale documentare

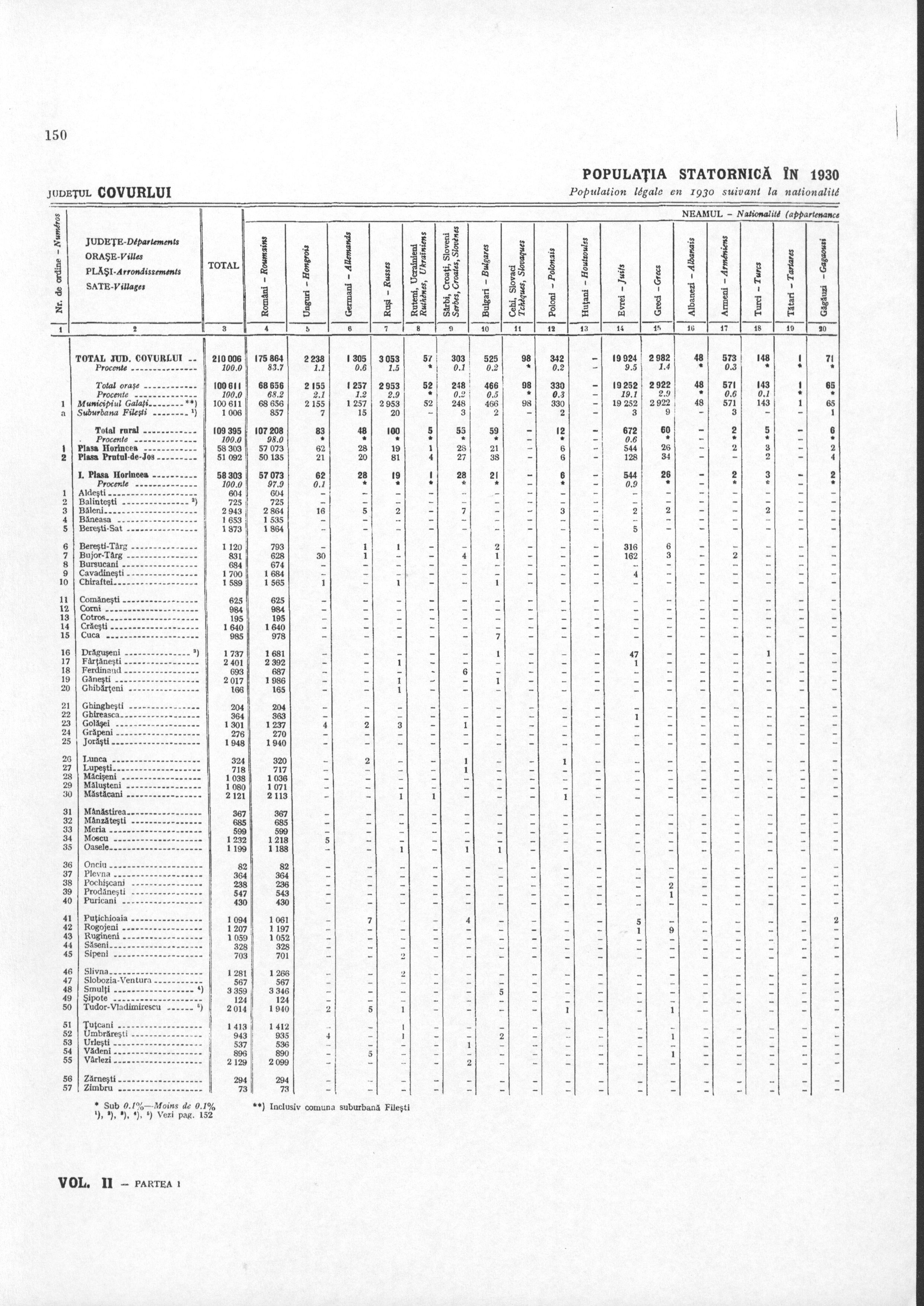
Populația județului în anul 1930, după etnie și limbă maternă
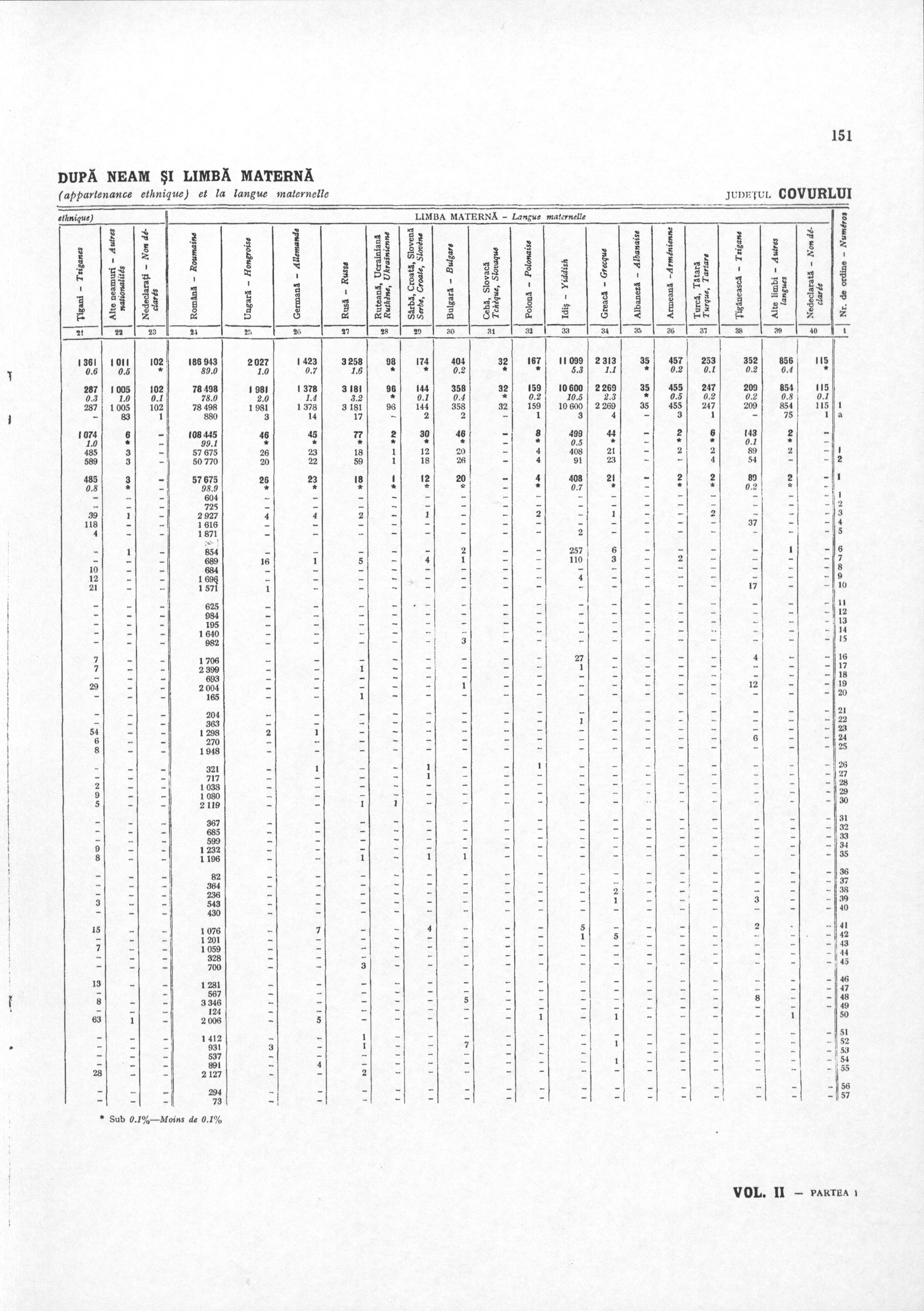
Populația județului în anul 1930, după etnie și limbă maternă